# Bjørnar Kibsgaard
Bjørnar Johan Kibsgaard, född 11 juli 1936 i Korgen i Nordland fylke, Norge, död 24 november 2002, var en norsk militär.

## Biografi
Kibsgaard avlade sjöofficersexamen 1960 och utnämndes samma år till sjöofficer i flottan, varefter han utnämndes till örlogskapten 1975 och kommendörkapten 1981. Han var chef för sjöoperationscentralen i Forsvarskommando Nord-Norge 1982–1985 och chef för strategi- och koordineringsavdelningen vid Forsvarets Overkommando 1985–1987. År 1987 befordrades han till kommendör av första graden, varefter han var chef för utbildningscentret KNM Tordenskjold 1987–1989. Han befordrades till konteramiral 1989, var stabschef vid Sjøforsvarsstaben 1989–1990 och Deputy Chief of Staff för Joint Operations i Allied Forces Northern Europe 1990–1991. År 1991 befordrades Kibsgaard till viceamiral, varefter han från 1991 var overkommandant i Sør-Norge och 1994–1996 Commander för Allied Forces Northern Europe.
I en nekrolog berättas: ”Kibsgaard gjorde stora insatser när det gällde att bevara ett allierat kommando i Norge, då NATO reorganiserade sitt ledningssystem i mitten av 1990-talet. Han lyckades övertyga, inte bara norska politiker om sin lösning med ett högkvarter i Stavanger, utan också det som var svårare, nämligen att få NATO-beslutsfattare med på sin lösning.”
Bjørnar Kibsgaard kallades 1994 till ledamot av svenska Kungliga Krigsvetenskapsakademien.